# Carl Emanuel Conrad
Pour les articles homonymes, voir Conrad.
Carl Emanuel Conrad (né le 20 mars 1810 à Berlin, mort le 12 juillet 1873 à Cologne) est un peintre allemand.

## Biographie
Entre 1823 et 1834, Conrad étudie à l'Académie prussienne des arts de Berlin en se concentrant sur la peinture architecturale sous la direction de Johann Erdmann Hummel, qui le rapproche dans la précision dans la représentation en perspective. En 1835, Conrad vient à Düsseldorf sur la suggestion de Wilhelm von Schadow, où il étudie à l'académie des beaux-arts dans la classe de paysage auprès de Johann Wilhelm Schirmer de 1835 à 1838,. Après ses études, il a un atelier et donne des cours de dessin à l'école secondaire municipale nouvellement fondée dans la Citadellstrasse (de). Plus tard, il enseigne à l'académie des beaux-arts.

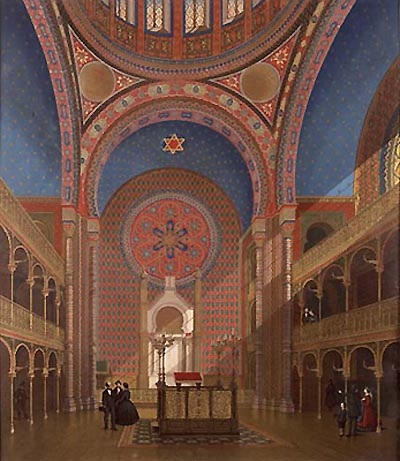
Intérieur de la nouvelle synagogie de Cologne, 1861.

Conrad peint principalement des monuments médiévaux dans leur environnement naturel. Ses œuvres se caractérisent par un niveau de détail remarquable.
À l'été 1871, il se rend à Rome pour rencontrer Pie IX lui remettre son tableau Vue de la cathédrale de Cologne dans son achèvement. Après sa retraite la même année, Conrad déménage à Cologne. Il meurt en 1873 au Bürgerhospital de Neumarkt (de), où il fut soigné pour une maladie abdominale grave.